# دوري أذربيجان الممتاز 1993
دوري أذربيجان الممتاز 1993 (بالأذرية: Azərbaycan Top Liqası 1993)‏ هو الموسم 2 من  دوري أذربيجان الممتاز. أشرف على تنظيمه اتحاد أذربيجان لكرة القدم، وكان عدد الأندية المشاركة فيه  20، وفاز فيه نادي قره باغ.